# Augusto Pereira Loureiro
Augusto Pereira Loureiro (Matosinhos, 30 agosto 1987) è un ex calciatore portoghese, di ruolo difensore.

## Carriera

### Club
Il 1º luglio 2016 viene acquistato a titolo definitivo dalla squadra polacca dello Śląsk Breslavia.